# Viva por Mim
Viva Por Mim é o oitavo álbum de estúdio da dupla mineira Victor & Leo, lançado no dia 30 de setembro de 2013 pela Som Livre, sendo o primeiro trabalho da dupla na gravadora. O álbum marca uma mudança em sua sonoridade, trazendo elementos de folk, rock, R&B e black music, além do habitual sertanejo, presente em algumas canções.
"Viva por Mim" também é o primeiro disco com arranjos e produção totalmente encabeçadas apenas por Leo, além de ser o primeiro disco totalmente composto por músicas inéditas. Das 13 faixas, 8 são assinadas por Leo Chaves com parceiros (sendo 2 delas com Victor) e 4 foram escritas por Victor Chaves. O álbum conta também com participações especiais de diversos músicos, como as duplas Bruno e Marrone e Jorge e Mateus, além do músico Almir Sater.
"Viva por Mim" recebeu críticas mistas, alguns críticos elogiaram o álbum e receberam bem o novo som, já alguns criticaram as composições de Leo Chaves. O primeiro single do álbum "Na Linha do Tempo", composição de Sérgio Porto e Marcelo Martins, foi lançado no dia 02 de setembro de 2013, se tornando um sucesso estrondoso nas rádios brasileiras. Já o segundo single do álbum, "O Tempo Não Apaga" foi lançado no dia 10 de março de 2014.
Em 2014, o álbum foi indicado ao Grammy Latino de Melhor Álbum de Música Sertaneja.

## Antecedentes e gravação
Após lançar o quarto álbum ao vivo, "Ao Vivo em Floripa" (2012), a dupla começou a divulgação do mesmo. Os singles "Não Me Perdoei" e "Quando Você Some" foram o sucesso, e a dupla esteve presente em diversos programas de TV, como Altas Horas, Eliana, Encontro com Fátima Bernardes, Mais Você, entre outros. Em março de 2013, a dupla entrou no estúdio BR Chaves, em Uberlândia, Minas Gerais, para gravar um novo álbum. Em junho do mesmo ano, a dupla anunciou que o álbum "está quase pronto". Na entrevista, eles revelaram que a proposta do CD é renovar no repertório e nos arranjos, que devem ser "mais fortes". Foi também anunciado que as influências do rock, o R&B e o blues devem ficar mais explícitas no álbum. "É um lado nosso que nunca foi mostrado. Agora as pessoas terão certeza das nossas influências”", contou Victor. Além disso, foi anunciado que a maior parte das composições não será de Victor, mas sim de Leo.
No dia 31 de julho de 2013, a dupla assinou um contrato com a gravadora Som Livre. "Nunca dependemos do gênero sertanejo para nos efetivarmos como artistas. O sertanejo estava morno quando a gente começou profissionalmente e nós não seguimos nenhuma moda. Escoramos a nossa arte na música e para nós não cabem rótulos. Sertanejo é um adjetivo que vem da palavra sertão. Os temas são bucólicos, românticos, mas com outras influências", disse Victor em entrevista ao EGO. Já Leo enfatizou, " Não existe um manual e nem regras para ser um sertanejo. Podemos ser uma dupla de rock que canta sertanejo ou dois sertanejos cantando rock." Em agosto de 2013, ao fim das gravações do álbum, a dupla anunciou que estava em estúdio com o músico Almir Sater. "Nada mais justo que dividir primeiramente com vocês essa notícia!! Almir Sater está gravando com a gente uma canção inédita pro nosso novo cd!! Participação mega especial!!! Teremos mais surpresas!!!", publicou Leo.

## Composição e estilo
Ao falar sobre as composições do álbum, Victor disse: "Componho de uma maneira muito particular. A coisa acontece intuitivamente sem lugares ou horas marcadas. É algo superior a mim, não sei de onde nascem essas ideias. Simplesmente, de repente, acontece a música e isso é algo mágico, divino. Tenho a consciência de que a nossa música modifica vidas." Leo também contou numa entrevista ao R7 sobre compor mais canções no álbum, dizendo: "Algumas coisas de versos e rimas que têm muito do Victor. Quis experimentar produzir, arranjar, virar música. A primeira que eu fiz foi Viva por Mim. Como elas foram tomando um rumo diferente, que era o que a gente queria. E o Victor percebeu isso e achou por bem deixar tomar a frente para deixar uma coisa homogênea. Achei bom ter a confiança dele, mas sempre fazendo junto. Por isso, o disco tenha ficado diferente dos outros." Victor também ressaltou que os álbuns anteriores foram "galgados em sonoridade acústica", o que segundo ele, não aconteceu com 'Viva por Mim', acreditando ter esgotado a última gota deste formato. "A gente não queria fazer o que já fez e o que está sendo feito. Não por preconceito, mas por conceito mesmo," disse o cantor.
"Viva por Mim" percorre por outros gêneros musicais além do habitual sertanejo. Segundo o próprio Leo, "Minhas referências musicais são diferentes do Victor, então a produção tomou um caminho diferente. Peguei uns elementos de hard rock, R&B, rock britânico", comenta Leo. "Considero um trabalho diferente, é uma repaginada na nossa sonoridade e no nosso estilo." As batidas mais pesadas podem ser ouvidas em "Tudo com Você" e, principalmente, em "Eu Vim Pra te Buscar", canção em parceria com Bruno e Marrone. Leo disse que Bruno e Marrone "é uma dupla que a gente admira há muitos anos. Quando mostramos a música, o Bruno ficou meio em dúvida." Já Almir Sater faz parte da faixa "Tudo Bem". "O Almir é nossa referência desde a infância. Foi um privilégio gravar com ele," disse Leo. A última participação do álbum é de Jorge e Mateus na faixa "Guerreiro" que, segundo Leo, vem com uma mistura de rock com axé. Para Victor, "'Guerreiro' tem uma pegada mais dançante, então acredito que combinou com a dupla".
Os irmãos escreveram juntos "O Tempo Não Apaga" e "Faz Bem Se Apaixonar". "O Tempo Não Apaga" foi composta no camarim de um show em Canoinhas, Santa Catarina. Victor fez os arranjos e Leo, ouvindo, começou a cantarolar e criar a letra. A música ficou pronta na mesma noite, segundo eles. A canção "Nem sei", segundo Victor, é um rock puro." Já a faixa-título "Viva Por Mim", composição de Leo, foi uma inspiração inesperada. "É especial, veio de um sonho em que eu havia morrido e estava em outro plano. Acordei no meio da madrugada e acabei anotando algumas coisas. Foi muito louco." Já "Na Linha do Tempo" é a única faixa não composta por um dos integrantes e puxa para o R&B.

## Recepção da crítica
| Críticas profissionais | Críticas profissionais |
| Avaliações da crítica  | Avaliações da crítica  |
| Fonte                  | Avaliação              |
| ---------------------- | ---------------------- |
| BlogNejo               | (9/10)                 |
| Notas Musicais         | [ 16 ]                 |

O álbum recebeu críticas mistas dos críticos de música. Marcus Vinícius do BlogNejo deu ao álbum uma avaliação de 9 entre 10 estrelas, dizendo que o álbum "traz mudanças significativas na identidade musical da dupla." Marcus destacou que "Nem Sei" tem "uma roupagem que remete aos clássicos do rock melódico de bandas como Whitesnake, Skid Row e outras," e "Conheço pelo Cheiro", segundo ele, "uma das melhores do disco, traz uma guitarra com timbre latino, bem condizente com a letra da música." Marcus afirmou que, "As melhores músicas do disco em termos de letra, entretanto, continuam sendo as do Victor. 'Tudo Bem' tem a letra mais bonita do disco. 'Nem Sei' também é incrível. E 'Conheço pelo Cheiro', a mais inusitada, poderia muito bem ser uma das próximas músicas de trabalho." Em relação às participações, o crítico aplaudiu Bruno e Marrone e Almir Sater, mas não foi favorável com a canção que conta com a participação de Jorge e Mateus, dizendo que "O único problema é que esse dueto acabou sendo uma frustração para quem esperava algo bombástico e inesquecível. A música escolhida, 'Guerreiro', que traz o esporte como tema, acabou dando a impressão que essa música foi encomendada, já que 2014 é ano de copa."
Mauro Ferreira do Notas Musicais foi menos favorável, dando ao álbum 2 de 5 estrelas, analisando que "'Viva por Mim' distancia Victor & Leo do sertão por conta dos arranjos de tom pop contemporâneo que, dentro do universo sertanejo, soam inusitados." Mas segundo Mauro, "o maior problema do disco é o destaque maior dado a Leo Chaves como compositor," que segundo o crítico, "não mostra a inspiração de Victor, que mostra sua superioridade como compositor em 'Nem Sei'." O crítico encerrou a análise afirmando que, "Viva por mim é o mais fraco disco de estúdio dessa dupla que arejou a música sertaneja com discos de tom mais feliz e menos lacrimoso."

## Recepção comercial
"Viva por Mim" estreou nas paradas do álbum da ABPD na posição de número 5, na semana do dia 28 de outubro ao dia 03 de novembro. Já na semana seguinte, o álbum subiu para a posição de número 4. O álbum caiu por algumas semanas, até sair da parada dos 10 mais vendidos, até ressurgir na posição de número 8 na semana do dia 10 até 16 de março de 2014. Na semana subsequente, o álbum deu um salto para a posição de número 6. Na semana do dia 31 de março até 06 de abril de 2014, o álbum retornou a sua posição de pico, número 4.
O álbum recebeu certificado de platina pela Associação Brasileira de Produtores de Disco em 2014, por vendas superiores a 80 mil cópias.

## Singles
A canção "Na Linha do Tempo" , composição de Marcelo Martins e Sérgio Porto, foi lançada como primeiro single do álbum no dia 02 de setembro de 2013, assim como seu videoclipe, que explora cenários bucólicos da vida no campo, contando uma história de um primeiro amor. A canção foi um sucesso estrondoso nas rádios, ficando dez semanas em primeiro lugar nas paradas, segundo dados fornecidos pela Crowley. No "Top 100" da Billboard Brasil, a canção alcançou o pico de número #1.
- O segundo single do álbum, "O Tempo Não Apaga", composição dos irmãos Leo e Victor Chaves,[13] foi lançado no dia 10 de março de 2014. A balada assumiu a liderança do Top Brasil Semanal, ranking da Crowley, logo em sua primeira semana.[22] O videoclipe da canção foi lançado no dia 23 de março de 2013 no Fantástico e conta com a atriz Carol Castro vivendo a protagonista da história, que perde seu marido enquanto está grávida. Os cantores também faz parte da história, mas não contracenam juntos e não cantam na canção.[23] A canção se tornou um grande hit nas paradas de sucesso, alcançando o topo da Brasil Hot 100 Airplay por 5 semanas não consecutivas.

O terceiro single "Tudo Com Você", que traz misturas do famoso sertanejo da dupla, com o rock .Foi anunciado nas redes sociais no dia 25 de julho de 2014, informando que no dia 28 de julho a canção estrearia nas rádios.
"Tudo Com Você" permaneceu 16 semanas consecutivas no topo da Brasil Hot 100 Airplay, sendo a música com maior permanência no topo da tabela em 2014.

### Singlespromocionais
Apesar de ainda trabalhar com "O Tempo Não Apaga", a canção "Guerreiro" foi escolhida pela Rede Globo para abrir o Brasileirão de 2014. A emissora criou até um clipe, no qual os irmãos aparecem cantando, enquanto são mostradas jogadas dos grandes times do país. Uma nova versão da canção, com alterações em suas letras, foi gravada também. Mais recente, a música "Eu Vim Pra Te Buscar" entra na trilha sonora da novela "Malhação"(2014/2015).

## Lista de faixas
| N.º            | Título                                         | Compositor(es)                                         | Duração |  |
| 1.             | "Tudo Com Você"                                | Leo Chaves, Juliano Tchula, Gabriel Agra               | 3:42    |  |
| 2.             | "Eu Vim Pra Te Buscar" (Part. Bruno & Marrone) | Leo Chaves, Beto Rosa                                  | 3:36    |  |
| 3.             | "O Tempo Não Apaga"                            | Leo Chaves, Victor Chaves                              | 3:20    |  |
| 4.             | "Nem Sei"                                      | Victor Chaves                                          | 4:48    |  |
| 5.             | "Guerreiro" (Part. Jorge & Mateus)             | Leo Chaves, Juliano Tchula, Gabriel Agra, Nice Silva   | 3:38    |  |
| 6.             | "Na Linha do Tempo"                            | Sérgio Porto, Marcelo Martins                          | 3:47    |  |
| 7.             | "Viva por Mim"                                 | Leo Chaves, Jander Paiva, Juliano Tchula, Gabriel Agra | 4:03    |  |
| 8.             | "Tudo Bem" (Part. Almir Sater)                 | Victor Chaves                                          | 2:51    |  |
| 9.             | "Só Quero Amor"                                | Leo Chaves, Beto Rosa, André Olivério                  | 3:51    |  |
| 10.            | "Amor.com"                                     | Leo Chaves, Gabriel Agra                               | 3:16    |  |
| 11.            | "Conheço Pelo Cheiro"                          | Victor Chaves                                          | 3:12    |  |
| 12.            | "Faz Bem Se Apaixonar"                         | Leo Chaves, Victor Chaves                              | 3:12    |  |
| 13.            | "O Que Tens"                                   | Victor Chaves                                          | 2:56    |  |
| Duração total: | Duração total:                                 | Duração total:                                         | 46:15   |  |

## Músicos
- Acordeom: Jander Paiva
- Bateria: André Campagnani
- Baixo: Thiago Correa
- Guitarras: Beto Rosa
- Percussão: Alexandre de Jesus
- Teclados: Beto Machado
- Violões e guitarra: Victor Chaves
- Backing vocal: Leo Chaves
- Vozes: Victor & Leo

## Posição nas paradas
| Parada (2013)          | Posição |
| ---------------------- | ------- |
| Brasil — Top 40 Albums | 4       |

| País          | Certificação | Vendas  |
| ------------- | ------------ | ------- |
| Brasil - ABPD | Platina      | 80.000+ |